# ヴァッレルンガ・プラタメーノ
ヴァッレルンガ・プラタメーノ（イタリア語: Vallelunga Pratameno, シチリア語: Vaddilonga）は、イタリア共和国シチリア州カルタニッセッタ県にある、人口約3,300人の基礎自治体（コムーネ）。

## 地理

### 位置・広がり

#### 隣接コムーネ
隣接するコムーネは以下の通り。括弧内のAGはアグリジェント県、PAはパレルモ県所属を示す。
- カンマラータ (AG)
- カストロノーヴォ・ディ・シチーリア (PA)
- ポリッツィ・ジェネローザ (PA)
- スクラーファニ・バーニ (PA)
- ヴァッレドルモ (PA)
- ヴィッラルバ